# Essere nonni. Che cosa vuol dire essere genitori di genitori
Essere nonni. Che cosa vuol dire essere genitori di genitori è un libro educativo scritto da Grazia Honegger Fresco e pubblicato nel 1995 dalla casa editrice red./studio redazionale, ed appartiene alla collana L’altra medicina di cui fanno parte una serie di testi orientati alla cura della persona, alla salute e al benessere. 

## Sinossi
“Questo libro parla di tanti, diversi modi di essere e di sentirsi nonni: per vivere con lievità e con piacere il rapporto con i nipoti. Parla anche delle relazioni non sempre facili con i figli adulti, ma privilegia soprattutto l’incontro tra anziani e giovanissimi. Con un tono leggero, con la competenza di chi è educatrice, madre e nonna, l’autrice propone giochi e ricette, riflessioni e testimonianze di “nonni illustri”, poeti e narratori, sui temi della terza età e del legame con i giovani e con i bambini. Un legame a volte faticoso, ma sempre vitale, benefico, ricco di insegnamenti per tutti quanti”.

## Caratteristiche
Il libro (145 pagine) consiste in una raccolta di memorie, esempi, giochi della tradizione, ricette, filastrocche e si inserisce nella complessa tematica del rapporto tra le diverse generazioni, riferendosi ad un pubblico molto ampio che accoglie: bisnonni, nonni, genitori e nipoti.
Si suggeriscono delle soluzioni pratiche ai problemi e ai contrasti inevitabili della vita quotidiana proponendo un modo nuovo di riconoscere e dare importanza ai ruoli dei vari componenti della famiglia esaltandone le peculiarità.
Questo libro nasce dall’esigenza di riportare attenzione sulle ricchezze del passato, non in modo nostalgico, affinché venga superato il falso mito che “il moderno è sempre preferibile all’antico”, ma il giusto equilibrio si trova al centro di questi due mondi.

## Riassunto del libro
A partire da chiare contestualizzazioni storico-culturali e confronti tra presente e passato, il libro Essere nonni. Che cosa vuol dire essere genitori di genitori. introduce consigli, soluzioni operative e spunti educativi per un vivere equilibrato e sereno nella famiglia. 

### Contestualizzazione
Il contesto storico proposto mette a confronto moderno e passato ed i relativi elementi di cambiamento, emersi dagli anni Novanta, come ad esempio: lo stile di vita delle persone, la longevità, la coesistenza di più generazioni (includendo a volte anche la quinta). 
Tra i temi toccati vi sono i cambiamenti che riguardano le famiglie degli anni Settanta confrontate con quelle moderne, degli anni Novanta. La famiglia moderna ha abbandonato l’assetto “patriarcale” o “allargato” ed ha assunto una forma di tipo “nucleare”. Anche il modo di rapportarsi dei membri di una famiglia moderna è diverso rispetto a quella di qualche decennio precedente; i genitori sono meno impostivi nel modo di pensare, vivere e lavorare. 
Secondo l’autrice il moderno è caratterizzato da velocità, instabilità, incertezze, impazienza, ritmi veloci, cambiamenti improvvisi, competizione, perdita dei legami affettivi stabili, isolamento degli anziani, gelosia, ma anche da forti contaminazioni culturali che per i più anziani assumono una veste estranea. Nel passato, invece, i ritmi erano più lenti, si avevano certezze, valori e punti di riferimento stabili, l’impulso al cambiamento attuale ha sostituito i cambiamenti graduali e l’ancoraggio a soluzioni ferme e sicure.

### Nonni, genitori e nipoti
Honegger offre interessanti spunti educativi. 
Il titolo Essere nonni. Che cosa vuol dire essere genitori di genitori. intende dare importanza alle responsabilità e alle emozioni di cui si viene investiti quando i propri figli diventano a loro volta genitori.
I nonni sono per i nipoti un’opportunità per riscoprire ed interessarsi al passato, alle loro radici, ai valori profondi e per costruirsi una solida identità. Gli anziani a loro volta possono ricevere senso del futuro e calore affettivo, per questo è importante mantenere saldo il rapporto tra le generazioni e far sentire anche ai più anziani di essere accolti e valorizzati, sia negli atteggiamenti, ma anche nei fatti: ad esempio tramite il tempo trascorso assieme, con soluzioni abitative che consentano inclusione ma anche indipendenza, ma anche con il tono di voce, che non deve mai cadere nell’infantilismo.
Non si escludono possibili scontri e divergenze, sia tra nonni e nipoti, sia tra genitori e figli (di entrambe le generazioni) soprattutto quando la differenza di età è piuttosto elevata o viceversa. Il testo parla di malintesi, di questioni irrisolte e di modelli educativi eccessivi, troppo indulgenti o autoritari ed oppressivi che potrebbero influenzare i figli. 
Secondo Honegger devono essere rispettati i ruoli di tutti; quando equilibrato, il rapporto tra nonni e nipoti solitamente è caratterizzato da indulgenza, tenerezza, accoglienza e gratificazione. I bambini sono molto flessibili, si adeguano a diverse situazioni senza esserne danneggiati come accadrebbe per un adulto. Il buon rapporto tra questi non compromette quello che il figlio ha con il genitore, anche se è fondamentale che i nonni non si sostituiscano ad essi rispettando le abitudini ed i ritmi creati con i nipoti. I nonni non devono “sedurre” i bambini (come spesso avviene con i giocattoli), ma devono essere “allineati” e uniti con i genitori, principale punto di riferimento dei figli.  
È necessario considerare anche il panorama variegato delle famiglie: giovani nonni, nonni-genitori per forza, giovani genitori, genitori attempati “quasi nonni”, ecc… 
Ulteriore elemento da non trascurare è il lato caratteriale di ciascuno che dovrebbe essere modulato in una direzione equilibrata; nonni eccessivamente permissivi, nostalgici, scostanti, invidiosi, competitivi, paurosi, burberi o giocherelloni, e dall’altra parte genitori impazienti, indaffarati, egoisti, permissivi, possessivi, adolescenziali, viziati, ecc …

### Soluzioni operative
Il testo non propone solo uno sguardo critico del presente e del passato, ma offre anche delle soluzioni operative, per trovare un punto di incontro, in senso migliorativo, rivolte soprattutto alla riscoperta della chiarezza e del confronto sincero e costruttivo. Vengono forniti spunti utili per il vivere bene quotidiano tra più generazioni lungo tutto l’arco della vita, proponendo come migliore e costante strumento l’equilibrio.
Esempi riportati in questo senso potrebbero essere: il pensionamento, il basso tasso di natalità o il dono.
Per quanto riguarda il pensionamento l’autrice invita i pensionati a riempire in modo diverso le proprie giornate, appassionandosi ad attività e hobby e a godere del tempo libero, per non sentirsi sopraffatti dalla noia e dalla sconfitta. 
Il secondo esempio riguarda il basso tasso di natalità, conseguenza dei tratti sociali del periodo storico moderno, per cui Honegger consiglia nel suo libro di lasciare maggiore spazio ai sentimenti, spesso sopraffatti dalle considerazioni economiche, ma anche alla tolleranza e alla presenza fisica, spesso sostituite da impazienza ed affidamento ad istruiti di servizio esterni (baby-sitter, asili, centri per anziani, case di riposo, ospedali, …). 
Ulteriore nodo affrontato è quello del dono in una società consumista; secondo l’autrice è bene far riscoprire le piccole cose a bambini e adulti, senza viziarli costantemente con oggetti materiali che tendono a perdere di valore.

## Struttura
Il libro è strutturato in brevi capitoli in cui l’autrice offre contestualizzazioni storico-temporali critiche e soluzioni operative utili per il vivere quotidiano, alternati a colloqui ed interviste, ma anche giochi ed attività che possono essere svolte con i bambini. 

### Capitoli
1. Perché è nato questo libro; 2. Cambiamenti in atto; 3. Diventare adulti; 4. I nonni, i nipoti e il mondo attuale; 5. Similitudini e poche differenze; 6. Perché tanto anticipare e tanto separare; 7. Tra madre e figlia; 8. La nonna in mezzo a noi; 9. Aspetti della convivenza; 10. Un villaggio per ogni bambino; 11. Nonni consumisti?; 12. Le parole dei bambini; 13. Tanti anni fa … ; 14. Andare in pensione; 15. Vivere la storia; 16. Il segreto; 17. Il racconta fiabe; 18. La legge e l’inadeguatezza; 19. Le parolacce; 20. La fede degli anziani e le scelte dei giovani; 21. Nonni in ansia; 22. Scelta saggia o compromesso?; 23. Che cosa regalare a un nonno o a una nonna?; 24. Un angolo tutto per lui (a casa dei nonni); 25. Gli ‘altri’ nonni: il bello della diversità; 26. I suoceri gelosi; 27. Le buone abitudini; 28. Sedurre, perché?; 29. Ci mettiamo in competizione?; 30. I nonni che non ci sono; 31. Come Babbo Natale; 32. La nonna isolana; 33. Il piacere dell’indipendenza; 34. Nonni e adolescenti; 35. Inversione di ruoli; 36. Dispotismo di altri tempi; 37. La madre-nonna invadente; 38. Quando i nonni si moltiplicano; 39. Le preferenze; 40. Altri tempi di nonni; 41. Nonni-genitori per forza; 42. Genitori attempati quasi nonni; 43. Nostalgia di un amore; 44. A guardare il cielo; 45. Un nonno da adottare; 46. La nonnina parcheggiata; 47. Il sole della vecchiaia; 48. Rispettare l’anziano; 49. L’ultima soglia; 50. Vittoria sulla paura. 

### Colloqui ed interviste
1. Un nipote, la più emozionante delle esperienze (Marcello Bernardi); 2. Riscoprire la propria madre (Giulia Del Carlo Giannini); 3. I giovani e i vecchi (Konrad Lorenz); 4. Comunicare con i bambini (Bruno Munari); 5. Inseparabili (Lalla Romano).  

### Giocare insieme (giochi)
1. Le bolle di sapone; 2. Balla balla; 3. I trampoli; 4. Le arance che corrono; 5. Una bella lucertolina; 6. Per giocare nella casa delle bambole; 7. Palla dorata e Piso pisugno (giochi di origine toscana); 8. Certe filastrocche…; 9. I pompon; 10. Un paracadute di carta… e un paracadute di stoffa; 11. Soldi di carta; 12. Lavare senza bagnarsi; 13. Ancora filastrocche; 14. Uno scherzetto con la carta; 15. Un bambolottino di lana; 16. Un aquilone; 17. Una barchetta per giocare nell’acqua.  

### Poesie e prose
1. L’infanzia e la vecchiaia sono pazzia (Erasmo da Rotterdam); 2. Padre, se anche tu fossi… (Camillo Sbarbaro); 3. Il vecchio non mi piaceva. (Elias Canetti); 4. Se la nonna vuole andare in giro; 5. Soddisfare un sogno antico; 6. Padre che muori tutti i giorni un poco… (Camillo Sbarbaro); 7. Il nonno (Alfonso Gatto); 8. Il vecchio nonno e il nipotino (Jacob e Wilhelm Grimm); 9. Briciole di eternità (Bianca Fornari). 

### Sapori ritrovati (ricette)
1. Caramelle fatte in casa; 2. I mille sapori della patata; 3. Le buonissime; 4. Due peccati di gola; 5. Due pani dolci. 

### Testimonianze, racconti, riflessioni sul tema nonni/nipoti/genitori/figli
A. Fonzi Un amore senza Edipo, Gruppo Abele, Torino
E. Canetti La lingua salvata, Adelphi, Milano
G. Baracchi Il vestito di sacco, Nodo, Como
G. Simenon Lettera a mia madre, Adelphi, Milano
K. Gibran Il profeta, Guanda, Parma
L. Facetti Passeggiate con la nonna, SEI, Torino
L. Romano L’ospite, Einaudi, Torino
L. Romano Inseparabile, Einaudi, Torino
N. Ginzburg Lessico famigliare, Einaudi, Torino
N. Ginzburg Mai devi domandarmi, Einaudi, Torino
N. Ginzburg Serena Cruz o la vera Giustina, Einaudi, Torino
S. Introini L’arte di essere nonni, Quelevita, Sulmona

### Giochi, coccole e tiritere
Elve Fortis de Hieronymis, Così per gioco, Einaudi, Torino
E. Matterson Come far giocare i bambini dai 3 ai 7 anni, La Nuova Italia, Firenze
I. Sacchetti Il bambino e il gioco nella tradizione popolare, Armando, Roma
M. Barth e U. Markus Il libro delle coccole, red edizioni, Como
P. Catta e G. Perempruner Ieri giochi e domani, Elle Di Ci, Leumann (TO)
R. Papetti e G. Zavalloni Giocattoli creativi, Macro Edizioni, Sarsina
S. Warner Il piccolo artista, red edizioni, Como

### Terza età
E. Gianini Belotti Adagio un poco mosso, Feltrinelli, Milano
G. Dacquino Libertà di invecchiare, SEI, Torino
S. de Beauvoir La terza età, Einaudi, Torino

### Altre proposte
G. Dossena Abbasso la pedagogia, Garzanti, Milano
N. Orengo Ai-Ulì-Ulè, Einaudi, Torino
S. Petrignani Il catalogo dei giocattoli, Theoria, Napoli

### Giochi citati
Bolle di sapone https://www.wikihow.it/Fare-le-Bolle-di-Sapone-per-i-tuoi-Bambini
Balla balla https://genitoricrescono.com/gioco-soffio-tirare-fiato/
I trampoli https://www.piccolini.it/post/277/trampoli-fai-da-te-con-barattoli-di-latta/
I Pompon https://www.greenme.it/abitare/eco-fai-da-te/pon-pon-fai-da-te/
Per giocare nella casa delle bambole https://www.periodofertile.it/bambini/bambole-di-pezza-per-bambini-idee-fai-da-te
Palla dorata https://www.filastrocche.it/nostalgici/filastro/pallina.htmPiso pisugno https://www.filastrocche.it/contenuti/piso-pisugno/
Un aquilone https://www.donnad.it/aquilone-fai-da-te
Un paracadute di carta https://www.wikihow.it/Costruire-un-Paracadute-di-Carta Archiviato il 10 novembre 2020 in Internet Archive.
(In alternativa a “uno scherzetto con la carta”)  https://www.wikihow.it/Fare-una-Catena-di-Omini-di-Carta

### Poesie e filastrocche citate
A ricominciare sempre http://www.infanziaweb.it/canzoni-nuovo-sito/item/c-era-una-volta-un-gattino.html
C. Sbarbaro, Padre che muori tutti i giorni un poco.... https://ediletteraria.wordpress.com/2017/04/06/camillo-sbarbaro-padre-che-muori-tutti-i-giorni-un-poco/
C. Sbarbaro, Padre, se anche tu non fossi... https://www.filastrocche.it/contenuti/a-mio-padre-3/
Certe filastrocche... https://www.filastrocche.it/contenuti/sotto-il-ponte-di-verona/
Dal pollice al mignolo o Non c’è più pane https://www.cosedamamme.it/2017/03/23/filastrocche-sulle-dita-della-mano/J. Grimm e W. Grimm, Il vecchio nonno e il nipotino https://www.filastrocche.it/contenuti/il-vecchio-nonno-e-il-nipotino/
Ricette citate:
Caramelle fatte in casa https://it.food-of-dream.com/publication/55635/
I mille sapori della patata https://blog.giallozafferano.it/allacciateilgrembiule/come-cucinare-le-patate/
Torta di riso https://www.tavolartegusto.it/ricetta/torta-di-riso-dolce/
Mousse al cioccolato https://www.cucchiaio.it/ricetta/ricetta-mousse-cioccolato/

### Ulteriori spunti
https://occhidibimbo.com/5-giochi-bambini-casa-3-4-5-anni/
http://alimentazionebambini.e-coop.it/giochi-per-bambini/giochi-per-feste/il-ballo-dellarancia/#gref
https://www.fattoincasadabenedetta.it/ricette-da-fare-con-i-bambini/
https://memoriedinonni.wordpress.com/